# Sibylle (Q175)
Pour les articles homonymes, voir Sibylle.
La Sibylle (Q175) était un sous-marin de la marine nationale française, de la classe Diane (1926). Il a servi pendant l'entre-deux-guerres et la Seconde Guerre mondiale.

## Commandants
- 1938 à 1940 : lieutenant de vaisseau Georges Blaison[1]
- mars 1940 à 1941 : capitaine de corvette Alphonse Raybaud[1]
- 1942 : capitaine de corvette Henri Kraut[1]

## Distinctions
Le sous-marin Sibylle est titulaire de trois citations :
- Par ordre n° 356 FMF / Cab du 17 décembre 1942[1] :

« Le sous-marin La Sibylle, glorieusement disparu sous les ordres du capitaine de corvette Kraut au cours de l'attaque anglo-américaine contre l'Afrique du Nord. »

- Par ordre n° 13 FMA.Cab du 8 janvier 1943[1] :

« Sous le commandement du CC Kraut, a pris une part héroïque aux opérations engagées les 8, 9 et 10 novembre 1942 au large de Casablanca contre d'importantes forces navales et aériennes. A disparu glorieusement au cours des combats, avec tout son état-major et son équipage après avoir coulé un transport de troupes. »

- Citation à l'ordre de l'armée, par ordre n° 146 SC/2 du 9 juillet 1943[1] :

« Engagés à fond avec leur bâtiment contre des forces ennemies très supérieures, au cours des évènements d'Afrique du Nord, en novembre 1942, ont fait preuve d'un total esprit de sacrifice. Ont glorieusement disparus en combattant. Cette citation comporte l'attribution de la Croix de guerre avec palme. »